# Ramatam
Ramatam est un groupe de rock progressif américain. Le groupe ne dure que deux ans, et se sépare en 1974.

## Biographie
Le groupe est formé en 1972 par Mike Pinera, April Lawton et Mitch Mitchell. Le groupe est produit par Tom Dowd. Ramatam est notable pour impliquer Lawton, une guitariste. Tom Dowd produit leur premier album homonyme en 1972, qui se classe 182e aux États-Unis. Pinera est mieux connu au sein de Blues Image (Ride Captain Ride) puis Iron Butterfly. Mitchell est ancien membre de the Jimi Hendrix Experience.
Le départ de Micthell se fait avant la sortie de leur deuxième et dernier album, In April Came the Dawning of the Red Suns (1973). Pinera quitte le groupe clamant que Lawton, qui voulait éjecter Pinera et Mitchell, voulait rebaptiser Ramatam en April Lawton Band. Pinera et Mitchell quittent le groupe, laissant Lawton seule aux manette. Jimmy Walker remplace Mitchell à ce stade, et enregistre l'album In April Came the Dawning of the Red Suns avec Tommy Sullivan à la basse. Le groupe, peu après, se fracture sous la pression du business et de la direction musicale, et se sépare en 1974.

## Discographie
- 1972 : Ramatam (Atlantic Records)
- 1973 : In April Came the Dawning of the Red Suns (Atlantic Records)